# ديك دريشر
ديك دريشر (بالإنجليزية: Dick Drescher)‏ هو رامي القرص أمريكي، ولد في 2 فبراير 1946.

## وصلات خارجية
- ديك دريشر على موقع الاتحاد الدولي لألعاب القوى (الإنجليزية)